# Haydenville (Ohio)
Haydenville é um lugar designado pelo censo localizado no condado de Hocking no estado estadounidense de Ohio. No Censo de 2010 tinha uma população de 381 habitantes e uma densidade populacional de 166,97 pessoas por km².

## Geografia
Haydenville encontra-se localizado nas coordenadas 39° 28′ 50″ N, 82° 19′ 19″ O. Segundo a Departamento do Censo dos Estados Unidos, Haydenville tem uma superfície total de 2.28 km², da qual 2.22 km² correspondem a terra firme e (2.84%) 0.06 km² é água.

## Demografia
Segundo o censo de 2010, tinha 381 pessoas residindo em Haydenville. A densidade populacional era de 166,97 hab./km². Dos 381 habitantes, Haydenville estava composto pelo 95.01% brancos, o 0% eram afroamericanos, o 0.26% eram amerindios, o 0.26% eram asiáticos, o 0% eram insulares do Pacífico, o 0% eram de outras raças e o 4.46% pertenciam a duas ou mais raças. Do total da população o 2.62% eram hispanos ou latinos de qualquer raça.